# Julius Schuster (Botaniker)
Julius Schuster (* 7. April 1886 in München; † 14. September 1949 in Berlin) war ein deutscher Botaniker, Paläobotaniker und Wissenschaftshistoriker. Sein offizielles botanisches Autorenkürzel lautet „J.Schust.“.

## Leben
Julius Schuster, der Sohn eines Rauchwarengroßhändlers, besuchte bis 1905 das Wilhelmsgymnasium München und studierte dann Naturwissenschaften und speziell Geologie und Botanik an der Ludwig-Maximilians-Universität München. Nach der Promotion 1909 („Die Morphologie der Grasblüte“) war er an der Biologischen Reichsanstalt in Berlin-Dahlem. Bis 1912 hatte er bereits 47 wissenschaftliche Veröffentlichungen in Botanik und Paläontologie. 1911 habilitierte er sich zunächst in Botanik und Paläontologie in München, verzichtete aber auf die Habilitation, nachdem Vorwürfe des wissenschaftlichen Betrugs aufkamen. Dies geschah auch auf Druck der Gutachter August Rothpletz und Karl Ritter von Goebel, die eine Entlassung als Privatdozent verlangten und 1912 auch erreichten. Julius Schuster hatte von zwei Präparaten Abbildungen publiziert, die nicht von ihm stammten und „nichts mit der Sache zu tun hatten“. Auf Unstimmigkeiten in seiner Habilitation hatte zuerst der schwedische Paläobotaniker Alfred Gabriel Nathorst (1850–1921) hingewiesen.
Er arbeitete nach der misslungenen Habilitation als wissenschaftliche Hilfskraft am Botanischen Museum in Berlin-Dahlem und zusätzlich als Hilfskraft bei der Preußischen Artillerie-Prüfungskommission (Beschäftigung mit Ballistik). Außerdem war er beim Reichsgesundheitsamt Mitarbeiter am Deutschen Arzneibuch. Seine Publikationsliste wies aber nur noch Gelegenheitspublikationen auf, bis Anfang der 1920er Jahre seine wissenschaftsgeschichtlichen Publikationen einsetzten. 1917 trat er der Berliner Gesellschaft für Geschichte der Naturwissenschaft und Medizin bei und hatte Kontakte zu Georg Schweinfurth und Karl Sudhoff. Er arbeitet an Sudhoffs Archiv mit und wurde dessen Mitherausgeber. Ab 1920 war er wissenschaftlicher Hilfsarbeiter und wurde noch im selben Jahr Bibliotheksrat an der Staatsbibliothek Berlin. Ab 1928 war er Assistent am Paläontologischen Museum in Berlin und am Geologisch-Paläontologischen Institut der Universität. 1932 wurde er dort Assistent und 1934 übernahm er den Abteilungsvorstand für Biologie (organische Naturwissenschaften) am 1930 von Paul Diepgen gegründeten Institut für Geschichte der Medizin und Naturwissenschaften in Berlin-Steglitz und erhielt 1940 den Titel außerplanmäßiger Professor (nachdem er bis dahin von einem Assistentengehalt leben musste).
Er stand den Nationalsozialisten nah, wurde aber erst 1941 Mitglied der NSDAP. Im Einsatzstab Reichsleiter Rosenberg, der den Raub von Kulturgütern aus den besetzten Gebieten organisierte, war er für naturwissenschaftliche Schriften zuständig. Außerdem war er unter Rosenberg Mitglied der von Heinrich Härtle geleiteten Arbeitsgemeinschaft zur Erforschung der bolschewistischen Weltgefahr und befasste sich dort mit „bolschewistischer“ Wissenschaft in der Sowjetunion.
1945 verlor er seine Stellung aufgrund seiner nationalsozialistischen Belastung. 1949 beging er Suizid (er ertrank im Müggelsee) kurz bevor die Spruchkammer ihr Urteil über seine Verwicklung in den Nationalsozialismus bekanntgeben sollte. Eine 1948 erwogene Vertretungsprofessur für Geschichte der Medizin an der neu gegründeten FU Berlin scheiterte am Widerstand seines ehemaligen Vorgesetzten, dem Medizinhistoriker Paul Diepgen. Vor der Spruchkammer wurde er vor allem wegen seiner Tätigkeit beim Amt Rosenberg belastet. Er „betreute“ dort Dozenten, was diese als Bespitzelung empfanden (Hauptbelastungszeuge war Alfred Siggel).
1922 erhielt er die Lorenz-Oken-Medaille der Gesellschaft Deutscher Naturforscher und Ärzte.
Als Wissenschaftshistoriker befasste er sich unter anderem mit Johann Wolfgang von Goethe, Geschichte von Botanik und Pharmazie.
Er veröffentlichte auch zur Psychologie von Sadismus und Masochismus (darin auch der nach Thomas Junker autobiografische Abschnitt Konfessionen des Dr. X). Ein Motiv war der Suizid der Mutter Julie durch Ertrinken in der Isar bei Freising 1919. In den 1920er Jahren war er mit Iwan Bloch befreundet.

## Paläobotanische und pharmaziehistorische Schriften (Auswahl)
- Monographie der fossilen Flora der Pithecanthropus-Schichten. In: Abhandlungen der Königlich Bayerischen Akademie der Wissenschaften, Mathematisch-physikal. Klasse. Band 25, 6. Abhandlung. München 1911. (Archive)
- Weltrichia und die Bennettitales (= Kungl. Svenska Vetenskapsakademiens Handlingar. Neue Folge, Band 46, 11). Uppsala/Stockholm 1911.
- IV.1. Cycadaceae. In: A. Engler (Begr.); L. Diels (Bearb.): Das Pflanzenreich. Heft 99, Verlag Wilhelm Engelmann, Leipzig 1932.
- Secreta Salernitana und Gart der Gesundheit. In: Mittelalterliche Handschriften. Festgabe zum 60. Geburtstag von Hermann Degering. Leipzig 1926, S. 203–237.